# Marians Pahars
Marians Pahars (ur. 5 sierpnia 1976 w Czornobaju, w obwodzie czerkaskim, Ukraińska SRR) – łotewski piłkarz pochodzenia ukraińskiego, występujący na pozycji napastnika, były reprezentant Łotwy i uczestnik Mistrzostw Europy 2004, trener piłkarski.

## Kariera klubowa
Pahars rozpoczynał swoją profesjonalną karierę w zespole Pārdaugava Ryga, skąd trafił do Skonto Ryga w 1995 roku. Z zespołem zdobył cztery tytuły mistrza Łotwy i trzy puchary Łotwy. W marcu 1999 przeszedł do Southampton F.C., stając się pierwszym Łotyszem w angielskiej Premier League. Napastnik dobrze zaadaptował się w zespole, któremu uratował w 1999 pozostanie w 1. lidze po strzeleniu dwóch goli w meczu z Evertonem. Kariera klubowa Paharsa rozwijała się w dobrym tempie, jednak w 2002 przerwała ją ciężka kontuzja kostki. Po powrocie w 2003 piłkarz nie prezentował już tak dobrej formy i cały czas zmagał się z kontuzjami. W maju 2006 rozwiązano jego kontrakt z klubem z Southampton. Ogółem rozegrał dla tego zespołu 127 meczów, w których zdobył 45 goli. W lipcu 2006 podpisał kontrakt z cypryjskim klubem 1. ligi Anorthosis Famagusta. W 2008 r. zaliczył krótką przygodę w Skonto Ryga, skąd przeniósł się w 2009 r. do FK Jūrmala, a później znowu do Rygi.

## Kariera reprezentacyjna
Pahars zadebiutował w reprezentacji Łotwy w 1996, w meczu przeciwko Cyprowi. Wcześniej występował w drużynach młodzieżowych. Największym osiągnięciem piłkarza był awans do Mistrzostw Europy 2004 i udział w nich, zakończony na pierwszej rundzie (2 porażki i remis). W 2007 r. Pahars zrezygnował z gry w reprezentacji, w której zagrał 75 razy i zdobył 15 bramek.

## Kariera trenerska
Karierę szkoleniowca rozpoczął w 2010 roku. Najpierw pomagał trenować Skonto Ryga, a w styczniu 2011 został mianowany na stanowisko głównego trenera Skonto. Na początku 2013 został trenerem reprezentacji Łotwy do lat 21. Od 15 lipca 2013 jest selekcjonerem narodowej reprezentacji Łotwy.